# Carlos Osoro Sierra
Carlos Osoro Sierra (Castañeda, 16 maggio 1945) è un cardinale e arcivescovo cattolico spagnolo, dal 12 giugno 2023 arcivescovo emerito di Madrid.

## Biografia
Studia al seminario per le vocazioni adulte Colegio Mayor El Salvador di Salamanca e viene ordinato sacerdote il 29 luglio 1973.
È direttore di vari uffici pastorali della diocesi di Santander, delegato episcopale per le vocazioni e i seminari, vicario generale e rettore del seminario diocesano.

### Ministero episcopale e cardinalato
Il 27 dicembre 1996 è nominato vescovo di Orense e consacrato il 22 febbraio 1997 dal nunzio apostolico in Spagna e Andorra Lajos Kada, co-consacranti Julián Barrio Barrio, arcivescovo di Santiago de Compostela, e José Diéguez Reboredo, vescovo di Tui-Vigo.
Il 7 gennaio 2002 è nominato arcivescovo di Oviedo ed il successivo 29 giugno riceve il pallio dalle mani di papa Giovanni Paolo II.
L'8 gennaio 2009 è nominato arcivescovo di Valencia; sostituisce il cardinale Agustín García-Gasco Vicente, dimessosi per raggiunti limiti di età.
Il 28 agosto 2014 è nominato arcivescovo di Madrid da papa Francesco; sostituisce il cardinale Antonio María Rouco Varela, dimessosi per raggiunti limiti di età; gli succede alla cattedra di Valencia il cardinale Antonio Cañizares Llovera, fino a quel momento prefetto della Congregazione per il culto divino e la disciplina dei sacramenti. Mons. Osoro Sierra prende possesso canonico dell'arcidiocesi di Madrid il 25 ottobre del medesimo anno, durante una solenne celebrazione nella cattedrale dell'Almudena.
Il 29 giugno 2015, nella solennità dei santi Pietro e Paolo, in una cerimonia nella basilica di San Pietro, riceve il pallio dalle mani di papa Francesco; il 1º novembre dello stesso anno, durante una celebrazione eucaristica nella cattedrale dell'Almudena, gli è stato imposto il pallio dal nunzio apostolico in Spagna, mons. Renzo Fratini. 
Dal 9 giugno 2016 ricopre anche l'ufficio di ordinario per i fedeli di rito orientale in Spagna.
Il 9 ottobre 2016 papa Francesco ne annuncia la creazione a cardinale nel concistoro del 19 novembre.
Il 12 giugno 2023 papa Francesco ha accolto la sua rinuncia al governo pastorale dell'arcidiocesi di Madrid per raggiunti limiti di età; gli è succeduto José Cobo Cano, fino ad allora vescovo titolare di Beatia e ausiliare di Madrid.
Il 7 e 8 maggio 2025 ha partecipato come cardinale elettore al conclave che ha portato all'elezione di papa Leone XIV.
Il 16 maggio 2025 ha compiuto ottant'anni e, in base a quanto disposto dalla costituzione apostolica Universi Dominici Gregis di papa Giovanni Paolo II del 1996, è uscito dal novero dei cardinali elettori e da tutti gli incarichi ricoperti dalla Curia romana.

## Genealogia episcopale e successione apostolica
La genealogia episcopale è:
- Cardinale Scipione Rebiba
- Cardinale Giulio Antonio Santori
- Cardinale Girolamo Bernerio, O.P.
- Arcivescovo Galeazzo Sanvitale
- Cardinale Ludovico Ludovisi
- Cardinale Luigi Caetani
- Cardinale Ulderico Carpegna
- Cardinale Paluzzo Paluzzi Altieri degli Albertoni
- Papa Benedetto XIII
- Papa Benedetto XIV
- Papa Clemente XIII
- Cardinale Giovanni Francesco Albani
- Cardinale Carlo Rezzonico
- Cardinale Antonio Dugnani
- Arcivescovo Jean-Charles de Coucy
- Cardinale Gustave-Maximilien-Juste de Croÿ-Solre
- Vescovo Charles-Auguste-Marie-Joseph Forbin-Janson
- Cardinale François-Auguste-Ferdinand Donnet
- Vescovo Charles-Emile Freppel
- Cardinale Louis-Henri-Joseph Luçon
- Cardinale Charles-Henri-Joseph Binet
- Cardinale Maurice Feltin
- Cardinale Jean-Marie Villot
- Arcivescovo Lajos Kada
- Cardinale Carlos Osoro Sierra

La successione apostolica è:
- Vescovo Cecilio Raúl Berzosa Martínez (2005)
- Vescovo Jesús Vidal Chamorro (2018)
- Cardinale José Cobo Cano (2018)
- Vescovo Santos Montoya Torres (2018)
- Vescovo Luis Marín de San Martín, O.S.A. (2021)
- Vescovo Antonio Prieto Lucena (2023)

## Stemma e motto

### Blasonatura
D'azzurro, allo scaglione d'oro caricato di 3 tortelli di verde; in punta, alle 8 spighe d'oro sormontate da una stella a 8 raggi d'argento; al capo ondato, di rosso, alla barca sormontata da un chrismon e affiancata, a destra, dal Santo Calice di Valencia, e a sinistra dalla Croce degli Angeli adorata da 2 angeli inginocchiati, il tutto d'oro.

### Interpretazione
Nello scudo del cardinale Osoro Sierra sono presenti:
- uno scaglione dorato caricato da 3 sfere verdi, che ricorda l'emblema della famiglia Osoro, dalla quale proviene il cardinale;
- una stella a 8 punte che simboleggia la Vergine Maria, la quale è invocata con diversi titoli dalle diocesi che ha guidato il cardinale Osoro durante il suo ministero episcopale, e cioè Orense, Oviedo, Valencia e infine Madrid. Attraverso la stella il cardinale Osoro vuole esprimere soprattutto la sua profonda devozione alla Madonna, affidandole il proprio ministero a servizio della Chiesa e del popolo di Dio;
- le spighe di grano che sono un riferimento a Sant'Isidoro Agricola, patrono di Madrid, che si è santificato lavorando nei campi e facendo dell'agricoltura un dono della grazia divina;
- la barca sormontata da un chrismon, che sta indicare che la Chiesa è sostenuta e guidata da Cristo;
- il Santo Calice di Valencia che ricorda il ministero episcopale svolto dal cardinale Osoro nell'arcidiocesi valenciana, prima di essere nominato arcivescovo di Madrid;
- la Croce adorata da 2 angeli che è un riferimento all'arcidiocesi di Oviedo, che fu la prima sede metropolitana guidata dal cardinale Osoro.